# Коул, Теджу
Теджу Коул (англ. Teju Cole, 27 июня 1975, Каламазу) — американский писатель, фотограф, историк искусства нигерийского происхождения.

## Биограф
Рос в Нигерии, семнадцатилетним вернулся в США. Учился в колледже Каламазу, в Школе восточных и африканских исследований при Лондонском университете. В 2012 году был гостем Международного литературного фестиваля в Берлине. В 2014 году жил как приглашенный писатель в Цюрихе. В настоящее время — особый гость в Бард-колледже. Публикуется в The New York Times, The New Yorker, Granta, The New Inquiry и др.

## Творчество
Прозу Коула сравнивают с повествовательной манерой В. Г. Зебальда, Д. Кутзее.

## Книги
- Вору всякий день хорош/ Every Day is for the Thief, повесть (2007)
- Открытый город/ Open City, роман (2012, вошел в 10 книг года по версии журнала Time, книжная премия Нью-Йорка, премия ПЕН-Центра и Фонда Хемингуэя, Международная премия — Дом культур мира; нем., фр, исп., голл. и катал. пер. 2012, итал. и кит. пер. 2013)